# Parafia Krzyża Świętego w Raciborzu
Parafia Krzyża Świętego – raciborska parafia rzymskokatolicka, która swym zasięgiem obejmuje Studzienną – jedną z dzielnic miasta. Parafia należy do dekanatu raciborskiego leżącego w diecezji opolskiej.

## Historia
Pierwotnie wieś należała do parafii św. Mikołaja. W latach 1906–1907 powstał tutaj kościół pw. św. Jana Nepomucena, a w 1918 roku ustanowiono przy kościele lokalię z własnym duszpasterzem. Samodzielna parafia została ustanowiona 1 maja 1929 roku. W 1933 roku rozbudowano świątynię o nawę poprzeczną i nowe prezbiterium. Konsekrowano ją 12 maja 1935 roku pw. Krzyża Świętego.

## Proboszczowie
- ks. Radca Franciszek Melzer (1918–1972)
- ks. Jan Szywalski (1972–2012)
- ks. Zbigniew Cieśla (2012–2021)
- ks. Wojciech Janus (od 2021)[1]

## Galeria

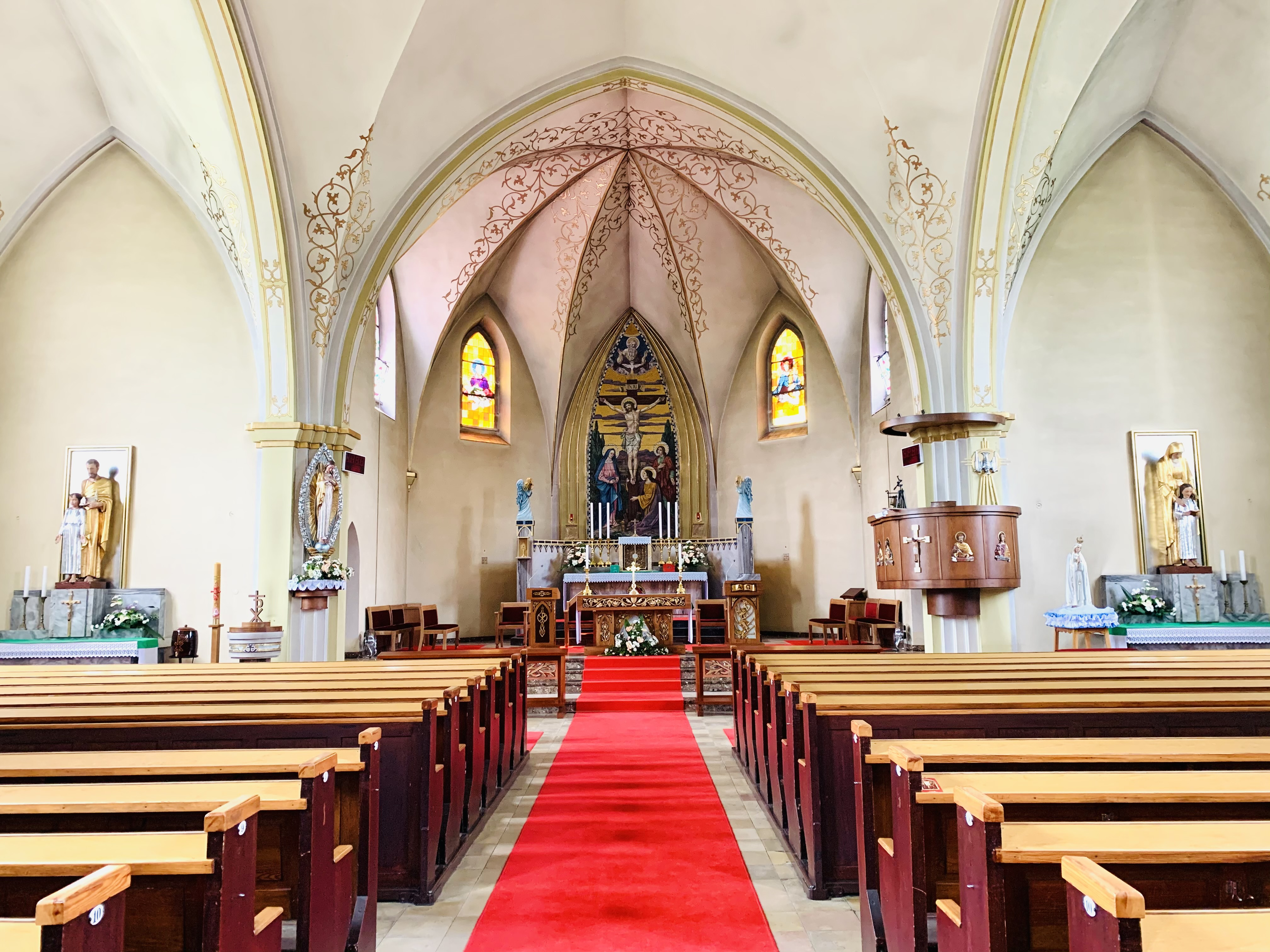
Nawa kościoła
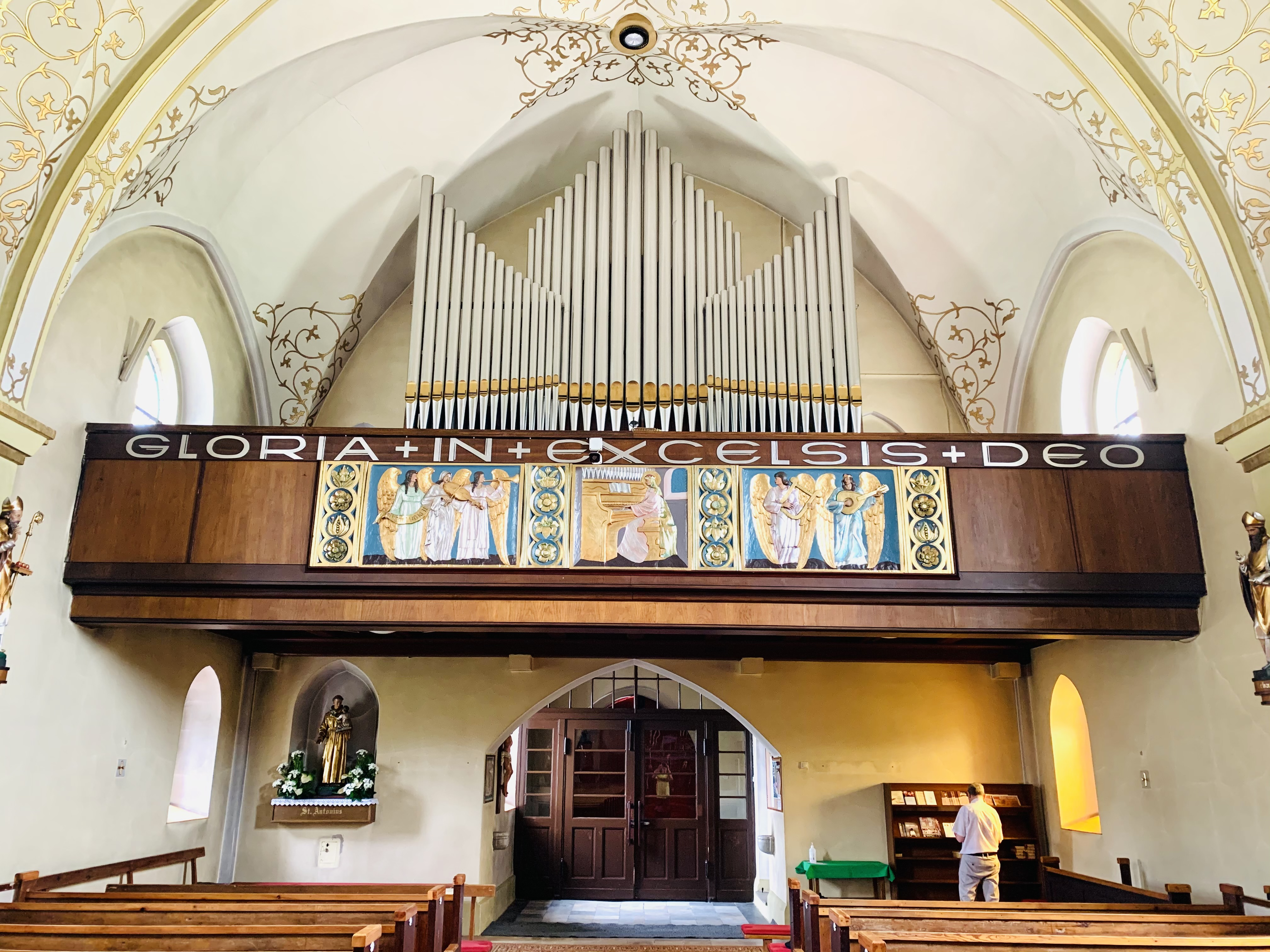
Chór